# Poiana (Galaţi)

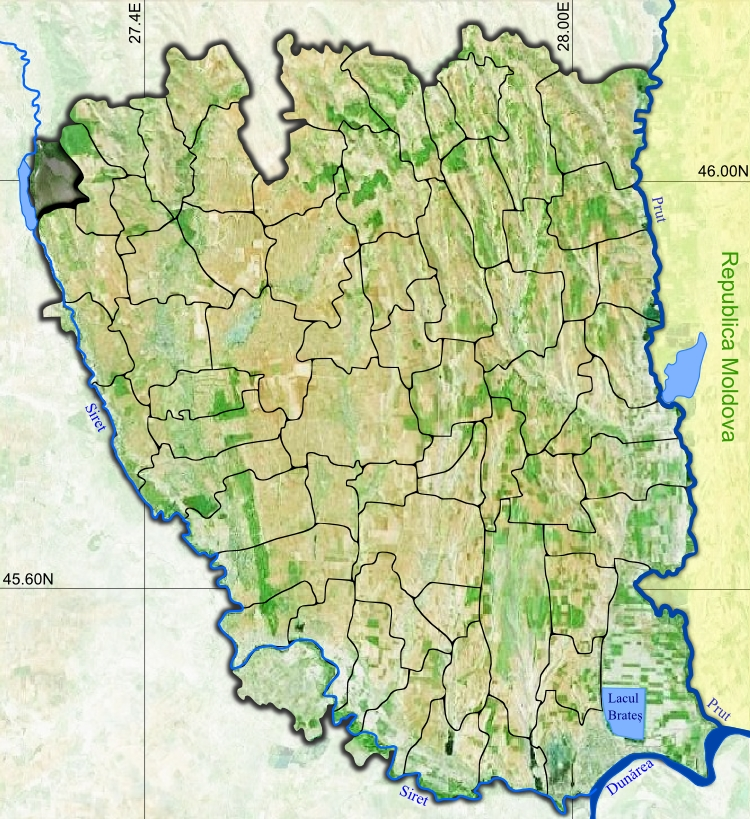
Poiana, 2018.

Poiana é uma comuna romena localizada no distrito de Galaţi, na região de Moldávia. A comuna possui uma área de  km² e sua população era de 1887 habitantes segundo o censo de 2007.